# بانعل (مقاطعة فسا)
بانعل (بالفارسية: پانعل) هي قرية تقع في Jangal Rural District في إيران. يقدر عدد سكانها بـ 94 نسمة بحسب إحصاء 2016.